# Tra Poggio la Salina e Punta Maggiore
Tra Poggio la Salina e Punta Maggiore este o arie protejată (arie specială de conservare — SAC, sit de importanță comunitară — SCI) din Italia întinsă pe o suprafață de 11 ha, integral pe uscat.

## Localizare
Centrul sitului Tra Poggio la Salina e Punta Maggiore este situat la coordonatele 39°05′00″N 8°21′26″E / 39.083333°N 8.357222°E.

## Înființare
Situl Tra Poggio la Salina e Punta Maggiore a fost declarat sit de importanță comunitară în iunie 1995 pentru a proteja 1 specie de plante și 3 specii de animale. Situl a fost protejat și ca arie specială de conservare în aprilie 2017.

## Biodiversitate
Situată în ecoregiunea mediteraneană, aria protejată conține 8 habitate naturale: Dune mobile cu vegetație embrionară, Dune mobile de-a lungul țărmului cu Ammophila arenaria („dune albe”), Dune de pe litoral fixate cu Crucianellion maritimae, Stepe sărăturate mediteraneene (Limonietalia), Faleze cu vegetație de Limonium spp. endemic de pe coastele mediteraneene, Dune cu tufărișuri sclerofile Cisto-Lavenduletalia, Dune de coastă cu Juniperus spp., Dune cu vegetație ierboasă Malcolmietalia.
La baza desemnării sitului se află mai multe specii protejate:
- plante (1): Limonium insulare
- păsări (2): prundăraș de sărătură (Charadrius alexandrinus), Larus audouinii
- amfibieni (1): Discoglossus sardus

Pe lângă speciile protejate, pe teritoriul sitului au mai fost identificate 22 de specii de păsări, 2 specii de amfibieni, 1 specie de mamifere, 8 specii de reptile.